# Octanal
El octanal es un aldehído con fórmula molecular C8H16O.
Naturalmente es un líquido incoloro o amarillo teñido con un poco de un olor a frutas. Se utiliza comercialmente como un componente en perfumes y en la producción de sabor para la industria alimentaria.
Octanal también puede ser denominado aldehído caprílico o aldehído C-8.